# Championnat de Madagascar de football 2020-2021
Navigation
Saison précédente Saison suivante
La saison 2021 du Championnat de Madagascar de football est la 58e édition de la première division malgache et la deuxième sous le nom de Orange Pro League.
La première édition de Pro League ayant été annulée à cause de la pandémie de Covid-19, 13 clubs sont répartis en deux groupes, les deux premiers de chaque groupe se retrouvent dans un mini-championnat pour déterminer le champion de Madagascar.
À l'issue de la saison, l'AS Adema remporte son quatrième titre de champion.

## Les clubs participants
- Five FC
- COSFA
- AS JET Kintana  (fusion de AS JET Mada et Kintana FC)
- ASSM Elgeco Plus
- Fosa Juniors FC
- Tia Kitra
- AS Adema
- Ajesaia (Bongolava)
- USCA Foot
- Zanak'Ala FC
- FCA Ilakaka
- CS-DFC (fusion de CNAPS Sport et Disciples FC)
- 3FB Toliara

## Compétition
Le barème utilisé pour établir le classement est le suivant :
- Victoire : 3 points
- Match nul : 1 point
- Défaite, forfait ou abandon : 0 point

### Première phase
| Rang | Équipe           | Pts | J | G | N | P | Bp | Bc | Diff |
| ---- | ---------------- | --- | - | - | - | - | -- | -- | ---- |
| 1    | Five FC          | 18  | 9 | 5 | 3 | 1 | 17 | 7  | +10  |
| 2    | COSFA            | 16  | 9 | 4 | 4 | 1 | 14 | 8  | +6   |
| 3    | AS JET Kintana   | 10  | 9 | 2 | 4 | 3 | 9  | 9  | 0    |
| 4    | ASSM Elgeco Plus | 9   | 8 | 2 | 3 | 3 | 5  | 7  | -2   |
| 5    | Fosa Juniors FC  | 8   | 7 | 2 | 2 | 3 | 5  | 7  | -2   |
| 6    | Tia Kitra        | 5   | 8 | 1 | 2 | 5 | 6  | 18 | -12  |

| Rang | Équipe       | Pts | J  | G | N | P  | Bp | Bc | Diff |
| ---- | ------------ | --- | -- | - | - | -- | -- | -- | ---- |
| 1    | AS Adema     | 25  | 10 | 8 | 1 | 1  | 19 | 6  | +13  |
| 2    | Ajesaia      | 24  | 11 | 7 | 3 | 1  | 23 | 8  | +15  |
| 3    | USCA Foot    | 16  | 11 | 5 | 1 | 5  | 21 | 16 | +5   |
| 4    | Zanak'Ala FC | 16  | 12 | 5 | 1 | 6  | 23 | 20 | +3   |
| 5    | FCA Ilakaka  | 15  | 10 | 5 | 0 | 5  | 19 | 20 | -1   |
| 6    | CS-DFC       | 14  | 11 | 4 | 2 | 5  | 22 | 23 | -1   |
| 7    | 3FB Toliara  | 0   | 11 | 0 | 0 | 11 | 7  | 41 | -34  |

- Fosa Juniors FC ne peut se déplacer pour deux matchs en raison des restrictions de déplacement.

### Poule championnat
| Rang | Équipe   | Pts | J | G | N | P | Bp | Bc | Diff |
| ---- | -------- | --- | - | - | - | - | -- | -- | ---- |
| 1    | AS Adema | 12  | 6 | 4 | 0 | 2 | 9  | 4  | +5   |
| 2    | COSFA    | 11  | 6 | 3 | 2 | 1 | 10 | 8  | +2   |
| 3    | Ajesaia  | 8   | 6 | 2 | 2 | 2 | 6  | 7  | -1   |
| 4    | Five FC  | 3   | 6 | 1 | 0 | 5 | 6  | 12 | -6   |

|  | Qualification pour la Ligue des champions de la CAF 2021-2022    |
|  | Qualification pour la Coupe de la confédération 2021-2022        |
|  | T : Tenant du titre C : Vainqueur de la Coupe de Madagascar 2021 |

## Bilan de la saison
| Championnat de Madagascar de football 2021 |                                                   |
| Champion                                   | Association sportive Adema Analamanga (4e titre)  |
| Coupes et trophées                         |                                                   |
| Vainqueur de la Coupe de Madagascar 2021   | Centre de formation de football d'Andoharanofotsy |
| Qualifications continentales               |                                                   |
| Ligue des champions de la CAF 2020-2021    | Association sportive Adema Analamanga             |
| Coupe de la confédération 2020-2021        | Centre de formation de football d'Andoharanofotsy |
| Promotions et relégations                  |                                                   |
| Promus en Pro League                       | Centre de formation de football d'Andoharanofotsy |
| Promus en Pro League                       | AS JFC Capricorne                                 |
| Promus en Pro League                       | AS Fanalamanga                                    |
| Relégués                                   | aucun                                             |